# بولي كارب كوش
بولي كارب كوش (بالإنجليزية: Polykarp Kusch)‏ (26 يناير 1911 - 20 مارس 1993) فيزيائي أمريكي - ألماني حاصل على جائزة نوبل في الفيزياء عام 1955 مشاركة مع ويليس إيجوين لامب لاستطاعته تحديد العزم المغناطيسي للإلكترون بدقة وثبت أنه أكبر من القيمة النظرية، وهو ما أدى إلى تقدم هائل في مجال الإلكتروديناميكا الكمية.

## روابط خارجية
- بولي كارب كوش على موقع الموسوعة البريطانية (الإنجليزية)
- بولي كارب كوش على موقع مونزينجر (الألمانية)
- بولي كارب كوش على موقع إن إن دي بي (الإنجليزية)